# Collegio di Dorking and Horley
Dorking and Horley è un collegio elettorale situato nel Surrey, nel Sud Est dell'Inghilterra, e rappresentato alla Camera dei Comuni del Parlamento del Regno Unito. Elegge un membro del Parlamento con il sistema first-past-the-post, ossia maggioritario a turno unico; l'attuale parlamentare è Chris Coghlan dei Liberal Democratici, che rappresenta il collegio dal 2024.

## Estensione
Il collegio è costituito dai seguenti ward del Surrey:
- nel distretto di Mole Valley: Bookham East and Eastwick Park, Bookham West, Brockham, Betchworth, Buckland, Box Hill and Headley, Capel, Leigh, Newdigate and Charlwood, Dorking North, Dorking South, Fetcham, Holmwoods and Beare Green e Mickleham, Westcott and Okewood;
- nel borgo di Reigate and Banstead: Horley Central and South, Horley East and Salfords e Horley West and Sidlow.;
- nel distretto di Waverley: Ewhurst and Ellens Green.[1]

Comprende le seguenti aree:
- il 60% del precedente collegio di Mole Valley, incluse le città di Dorking, Great Bookham e Fetcham;
- la città di Horley proveniente da East Surrey;
- i villaggi di Salfords and Sidlow provenienti dal collegio di Reigate;
- il villaggio di Ewhurst proveniente da Guildford.

## Membri del parlamento
| Elezione | Elezione | Deputato      | Partito             |
| -------- | -------- | ------------- | ------------------- |
|          | 2024     | Chris Coghlan | Liberal Democratici |

## Risultati elettorali

### Elezioni negli anni 2020
| Partito                    | Partito                                    | Candidato                  | Risultati 4 luglio 2024 | Risultati 4 luglio 2024 |
| Partito                    | Partito                                    | Candidato                  | Voti                    | %                       |
| -------------------------- | ------------------------------------------ | -------------------------- | ----------------------- | ----------------------- |
|                            | Lib Dem                                    | Chris Coghlan              | 20 921                  | 41,89                   |
|                            | Conservatore                               | Marisa Heath               | 15 530                  | 31,09                   |
|                            | Reform UK                                  | Craig Young                | 6 898                   | 13,81                   |
|                            | Laburista                                  | Nadia Burrell              | 4 053                   | 8,11                    |
|                            | Verde                                      | Lisa Scott                 | 2 543                   | 5,09                    |
|                            |                                            |                            |                         |                         |
| Iscritti                   | Iscritti                                   | Iscritti                   | 71 300                  | 100,00                  |
| ↳ Votanti (% su iscritti)  | ↳ Votanti (% su iscritti)                  | ↳ Votanti (% su iscritti)  | 49 965                  | 70,08                   |
| ↳ Astenuti (% su iscritti) | ↳ Astenuti (% su iscritti)                 | ↳ Astenuti (% su iscritti) | 21 335                  | 29,92                   |
|                            |                                            |                            |                         |                         |
|                            | Esito: collegio a Lib Dem (nuovo collegio) |                            |                         |                         |